# 어택 레이트
어택 레이트 (영어: attack rate 또는 infection attack rate, IAR)는 역학에서 쓰이는 용어로, 특정 기간 내에 병에 감염될 가능성을 내포하고 있는 모집단 중 실제로 병에 걸리는 이들의 지분을 백분율로 나타낸 것이다. 여기서 특정 기간을 유행병 기간 전체로 잡으면 어택 레이트는 누적 발생률 (cumulative incidence)과 같아진다. 유행병 이외에도 집단 중독 등에서도 쓰일 수 있는 용어이다. 병에 대한 면역 등으로 인해 병에 걸릴 가능성이 아예 없으면 계산에서 제외된다.
이차 어택 레이트 (secondary attack rate, SAR)는 잠복기 동안 감염자와 있었던 모든 접촉 가운데 실제로 병이 옮은 케이스를 백분율로 나타낸 것이다.

## 같이 보기
- 집단 면역
- 리스크 평가제도